# 农维尔
农维尔（法語：Nonville，法語發音：[nɔ̃vil] ⓘ）是法国塞纳-马恩省的一个市镇，属于枫丹白露区。

## 地理
农维尔（48°17'11"N, 2°47'17"E）面积11.43 平方千米，位于法国法蘭西島大區塞纳-马恩省，该省份为法国北部内陆省份，北起瓦兹省，西接埃松省、马恩河谷省、塞纳-圣但尼省和瓦兹河谷省，南至卢瓦雷省，东南接约讷省，东临马恩省和奥布省，东北接埃纳省。
与农维尔接壤的市镇（或旧市镇、城区）包括：达尔沃、拉热讷夫赖、蒙库尔-弗罗蒙维尔、维勒梅尔。

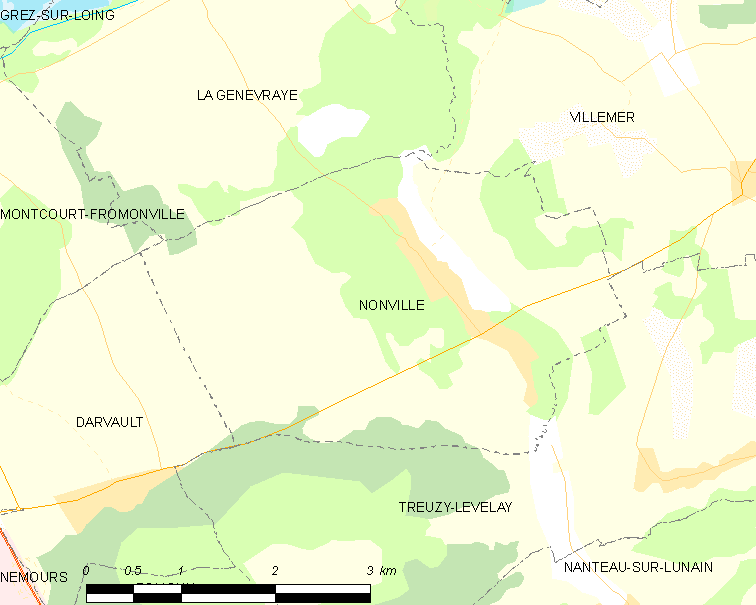
农维尔的OSM定位图

农维尔的时区为UTC+01:00、UTC+02:00（夏令时）。

## 行政
农维尔的邮政编码为77140，INSEE市镇编码为77340。

## 政治
农维尔所属的省级选区为讷穆尔县。

## 人口

1962-2008年间农维尔人口变化图示

农维尔于2022年1月1日时的人口数量为596人。